# Karl-Heinz Moehle
Karl-Heinz Moehle (Norden, Oost-Friesland, 31 juli 1910 - Ahrensburg, 17 november 1996), was een Duits U-boot-commandant in de Kriegsmarine tijdens de Tweede Wereldoorlog. Van september 1939 tot hij uit de frontliniedienst werd geplaatst in juni 1941, bracht hij 21 schepen tot zinken met een totaal van 93.197 BRT. Hiervoor ontving hij het Ridderkruis van het IJzeren Kruis.

## Zijn loopbaan
Karl-Heinz Moehle werd geboren op 31 juli 1910 in Norden in Oost-Friesland. Hij kwam bij de marine in april 1930 op 19-jarige leeftijd en bracht zijn eerste opleiding door aan boord van het schoolschip SMS Schleswig-Holstein. Hij werd overgeplaatst naar de U-bootdienst in maart 1936 en vóór 1 juni werd hij bevorderd tot Oberleutnant-zur-See. Hij nam het bevel over zijn eerste boot, de U 20 op 1 oktober 1937 voor een opdracht op zee. Op 1 april 1939 werd hij bevorderd tot Kapitänleutnant en bij het uitbreken van de Tweede Wereldoorlog ondernam de U 20 zijn eerste cruise.

## Oorlogstijdcarrière
Hij ondernam zes patrouilletochten met de U 20 in de Noordzee. Hij was matig succesvol met het tot zinken brengen van zes geallieerde schepen. Moehle verliet de U 20 op 17 januari 1940 en nam het bevel over van de U 123. Dit werd een van de beroemdste U-boten van de oorlog. Hij nam het commando vanaf 30 mei 1940 en nam de U 123 op zijn eerste patrouille op 21 september, waar hij zich toelegde op het bereiken van het hoogst mogelijke percentage aan schipslachtoffers. Op zijn eerste patrouille liet Moehle zes handelsschepen tot zinken brengen, waarvan vier op 19 oktober uit het ongelukkige konvooi SC-7. Zijn tweede patrouille was ook zeer succesvol, toen hij op de ochtend van 23 november aanvallen uitvoerde op konvooi OB-244 in de Noord-Atlantische Oceaan. Hij bracht vijf schepen tot zinken gedurende een periode van vijf uur, met een totaal van 23.084 ton. Tijdens deze operaties botste de U 123 echter tegen een bijna gezonken schip. De U 123 leed schade en moest noodgedwongen terug naar zijn basis terugkeren na slechts 15 dagen op zee.
Moehle voerde daarna nog vier patrouilles uit, waarbij hij nog eens vijf schepen deed zinken. Op 24 oktober 1940 ontving hij het IJzeren Kruis 1e Klasse en op 26 februari 1941 kreeg hij het Ridderkruis van het IJzeren Kruis. Hij trad terug als commandant van de U 123 op 19 mei 1941 met de overhandiging van opdracht aan Kapitein-luitenant-ter-zee Reinhard Hardegen. Die zou met de U 123 eveneens opmerkelijk succesvol zijn. Moehle werd bevelhebber van de 5. Unterseebootsflottille en werd ook benoemd tot lid van het commando in de U-bootbasis in Kiel vanaf juni 1941, een functie die hij tot het einde van de oorlog waarnam. Op 1 maart 1943 werd Moehle bevorderd tot Korvetkapitein.

## Na de oorlog
Na de overgave van Duitsland in mei 1945, werd Moehle krijgsgevangen genomen. Hij stond terecht in 1946 vanwege het doorgeven van het Laconia-bevel aan de U-boot-commandanten die onder zijn bevel stonden. Hij werd schuldig bevonden en veroordeeld tot vijf jaar gevangenisstraf. In november 1949 kwam hij weer vrij. Er is weinig bekend over zijn verdere activiteiten. Karl-Heinz Moehle overleed op 17 november 1996 op de leeftijd van 86 jaar.

## U-bootcommando
- U 20: 1 Okt. 1937 - 17 Jan, 1940: 6 patrouilles (71 dagen)
- U 123: 30 mei 1940 - 19 mei, 1941: 4 patrouilles (126 dagen)
- 10 patrouilles van 197 dagen op zee

## Successen
- 21 schepen tot zinken gebracht voor een totaal van 93.197 BRT

## Militaire loopbaan
- Offiziersanwärter: 1 april 1930[1][2]
- Seekadett: 9 oktober 1930[1]
- Fähnrich zur See: 1 januari 1932[1][2]
- Oberfähnrich zur See: 1 april 1934[1][2]
- Leutnant zur See: 1 oktober 1934[1][2]
- Oberleutnant Zur See: 1 juni 1936[1][2]
- Kapitänleutnant: 1 april 1939[1][2]
- Korvettenkapitän: 1 maart 1943[1][2][3]

## Decoraties

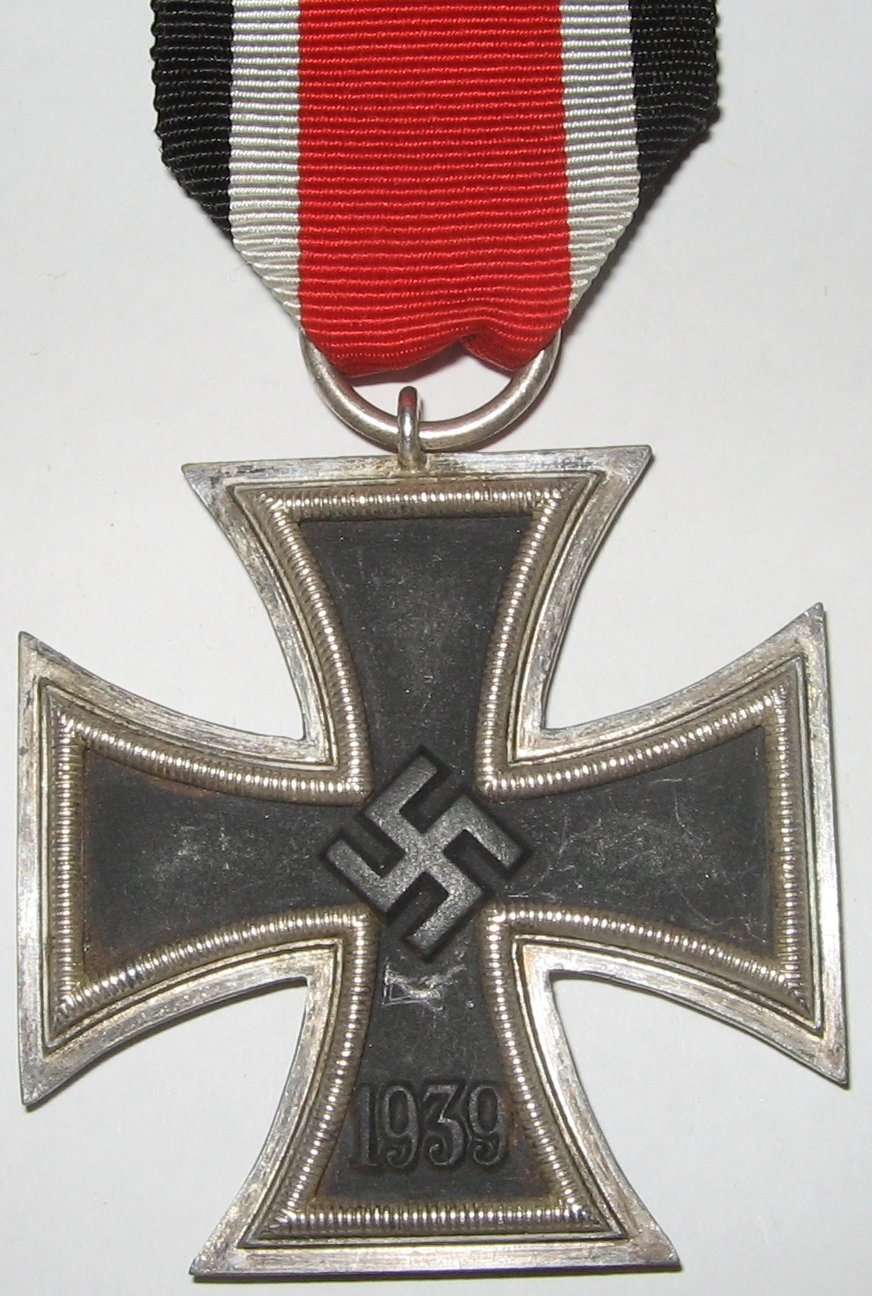
Het IJzeren kruis met swastika.

- Ridderkruis van het IJzeren Kruis op 26 februari 1941 als Kapitänleutnant en Commandant van de U-123[1][2][3][4][5]
- Duitse Kruis in zilver op 1 mei 1945[1][2][3]
- IJzeren Kruis 1939, 1e klasse (24 oktober 1940)[1][2][3][6] en 2e klasse (23 september 1939)[1][2][3][6]
- Onderzeebootoorlogsinsigne 1939 op 17 oktober 1939[1][2][3][6]
- Dienstonderscheiding van Leger en Marine voor (4 dienstjaren) op 2 oktober 1936[1][3][6]
- Ridderkruis in de Orde van de Hongaarse Republiek op 19 december 1939[1][3][6]
- Anschlussmedaille op 20 december 1939[1][3][6]
- Oorlogskruis met Zwaarden op 1 november 1941[1][3][6]
- Kruis voor Oorlogsverdienste, 1e klasse (30 januari 1945)[1][3][6] en 2e klasse (1 september 1944)[1][3][6] met Zwaarden
- Hij werd tweemaal genoemd in het Wehrmachtsbericht. Dat gebeurde op:
- 19 oktober 1940[1][3][7]
- 24 februari 1941[1][3][8]